# 張英 (成化進士)
張英（1441年—？），字尚實，江西饒州府德興縣人，軍籍。明朝政治人物。進士出身。

## 生平
江西鄉試第十七名。成化八年（1472年）壬辰科會試第一百四十四名，殿試登進士第三甲第二十六名。

## 家族
曾祖父張伯署。祖父張仲節。父亲張叔雅。